# Мета (річка)
Ме́та (ісп. Meta) — річка в Колумбії та Венесуелі, ліва притока річки Ориноко. В нижній течії слугує кордоном між цими країнами. Довжина річки становить понад 1000 км, площа басейну 104 тис. км².
Річка бере початок на східних схилах Східної Кордильєри Андів, на південь від Боготи, столиці Колумбії. Далі річка протікає рівнинами Льянос-Ориноко, де має переважно спокійний характер.
Режим паводковий, із бурхливими підйомами води під час зливових літніх опадів. Пересічні витрати води становлять понад 2500 м³/с.
Річка судноплавна від гирла до селища Мараяль, південніше міста Пуерто-Лопес. Головні річкові порти — Пуерто-Карреньйо в гирлі та Орокуе.
| Річка | Це незавершена стаття про річку. Ви можете допомогти проєкту, виправивши або дописавши її. |

| Колумбія | Це незавершена стаття з географії Колумбії. Ви можете допомогти проєкту, виправивши або дописавши її. |

| Венесуела | Це незавершена стаття з географії Венесуели. Ви можете допомогти проєкту, виправивши або дописавши її. |